# Stare Miasto w Dzierżoniowie
Stare Miasto – centralna i najstarsza część Dzierżoniowa. W Starym Mieście znajduje się wiele zabytków. Dzielnica znajduje się na wzniesieniu.

## Zabytki
- Ratusz w Dzierżoniowie
- Kościół pw. św. Jerzego
- Kościół pw. Niepokalanego Poczęcia NMP
- Mury miejskie

## Ulice
Stare Miasto składa się z następujących ulic i placów:
- Rynek
- Klasztorna
- Poprzeczna
- Bohaterów Getta
- Kościelna
- Piękna
- Nowa
- Spacerowa
- Miodowa
- Długa
- Przedmieście
- Garncarska
- Tylna
- Piwna
- Krótka
- Prochowa
- Ignacego Krasickiego

## Instytucje
- Starostwo Powiatowe
- Urząd Miasta